# Amblychia angeronaria
Amblychia angeronaria är en fjärilsart som beskrevs av Achille Guenée 1858. Amblychia angeronaria ingår i släktet Amblychia och familjen mätare. Inga underarter finns listade i Catalogue of Life.